# Маймеры
Маймеры — деревня в Угличском районе Ярославской области России. 
В рамках организации местного самоуправления входит в Улейминское сельское поселение, в рамках административно-территориального устройства является центром Маймерского сельского округа.

## География
Расположена на левом берегу реки Вырезка (приток Волги), в 13 км к юго-западу от центра города Углича.

## Население
| 2007 | 2010 |
| ---- | ---- |
| 178  | ↘122 |

Согласно результатам переписи 2002 года, в национальной структуре населения русские составляли 94 % от всех жителей.